# Oktober 2006
Dit artikel geeft een chronologisch overzicht van belangrijke gebeurtenissen per dag in de maand oktober van het jaar 2006.

## Gebeurtenissen

### 1 oktober
- In de Gazastrook zijn bij schermutselingen tussen veiligheidsmedewerkers van Fatah en Hamas acht Palestijnen om het leven gekomen.
- Het Israëlische leger heeft Libanon nagenoeg geheel verlaten.
- De Thaise militaire junta benoemt Surayud Chulanont tot interim-minister-president.
- De sociaaldemocratische SPÖ komt als winnaar van de verkiezingen voor het Oostenrijkse parlement uit de bus.
- In België worden de 0110-concerten georganiseerd voor verdraagzaamheid.

### 2 oktober
- De Amerikanen Andrew Fire en Craig Mello krijgen vanwege hun genetisch onderzoek dit jaar de Nobelprijs voor de Geneeskunde.
- Bij een schietpartij op een kleine school van de besloten, strenggelovige Amish-gemeenschap in de Amerikaanse staat Pennsylvania vallen zes doden.
- Vanaf deze datum worden in Nederland andere kentekenplaten voor lichte bedrijfswagens afgegeven; de nieuwe combinatie luidt: twee cijfers - drie letters - één cijfer.

### 3 oktober
- Israëlische onderzoekers hebben een gen ontdekt dat zou kunnen worden gebruikt om een bepaalde oogziekte te bestrijden.

### 4 oktober
- De Amerikaanse regering laat weten dat zij Noord-Korea een waarschuwing heeft gegeven omdat laatstgenoemde het voornemen heeft een kernproef uit te voeren.

### 5 oktober
- Het Amerikaans Congres gaat een onderzoek uitvoeren naar het onethische gedrag van het afgetreden Congreslid Mark Foley.
- De Europese Unie is (mogelijk) van plan bepaalde grote subsidies aan Nederland en Italië terug te vorderen vanwege ernstige tekortkomingen.

### 6 oktober
- Vanwege een gigantische chemische brand in de Amerikaanse staat North Carolina moeten meer dan 16.000 personen worden geëvacueerd.
- De speelfilm Zwartboek wordt tijdens het Nederlands Film Festival onderscheiden met het Gouden Kalf voor de beste film.
- Volgens een Tsjechische krant hebben Tsjechische veiligheidsdiensten onlangs verhinderd dat extremistische moslims op een joodse feestdag Joodse bezoekers van een Praagse synagoge zouden vermoorden.
- In het Amsterdamse Tuschinski-theater woont Al Gore de Nederlandse première bij van zijn film An Inconvenient Truth.

### 7 oktober
- Twee Duitse journalisten die door Afghanistan reisden zijn in dat land om het leven gebracht.
- De Russische journaliste Anna Politkovskaja wordt vermoord.

### 8 oktober
- In België worden er gemeente-, districts- en provincieraadsverkiezingen gehouden. De extreemrechtse partij Vlaams Belang scoort landelijk vrij hoog, maar is in Antwerpen niet langer de grootste partij. Patrick Janssens blijft met een hogere stemmenwinst aan als burgemeester.
- De Nederlandse dameshockeyploeg wordt wereldkampioen in Madrid.

### 9 oktober
- Google neemt voor 1,65 miljard dollar YouTube over, een populaire gratis website voor videofilms.
- Noord-Korea voert een kernproef uit; de VN-Veiligheidsraad komt in spoedzitting bijeen.
- Internet heeft dit jaar in Europa andere informatiemedia voorbijgestreefd; ook is in Europa het computergebruik in drie jaar tijd verdubbeld.
- Een jongeman steekt drie medewerkers van de gemeentelijke sociale dienst in Zeist neer; twee zijn er ernstig aan toe.
- De Zuid-Koreaanse diplomaat Ban Ki-moon is door de Veiligheidsraad van de Verenigde Naties voorgedragen als opvolger van secretaris-generaal Kofi Annan die eind 2006 vertrekt.
- Internationale gezondheidsorganisaties waarschuwen voor oprukkende tuberculose in Oost-Europa.

### 10 oktober
- Volgens onderzoek heeft 33% van de Nederlandse bedrijven dit jaar last gehad van internetcriminaliteit (hacken en phishing).

### 11 oktober
- Baseballspeler Cory Lidle vloog met zijn vliegtuigje in op een appartementencomplex in Manhattan, New York. Hij en zijn medepassagier kwamen daarbij om het leven. Het betrof een ongeluk.
- Saba, Bonaire en Sint Eustatius zullen de nieuwe status van bijzondere gemeente krijgen en daardoor rechtstreeks onder Nederland gaan vallen.
- In de nationale Entente Florale wordt Amersfoort uitverkozen tot groenste stad en Haren tot groenste dorp van Nederland.
- Volgens de Algemene Rekenkamer zal het gevechtsvliegtuig de Joint Strike Fighter miljarden euro's duurder uitvallen.
- Een vierpersoonsvliegtuig vliegt in een wolkenkrabber in Manhattan. Beide inzittenden komen om.

### 12 oktober
- China heft haar blokkade van Wikipedia op.
- De Franse Assemblée Nationale stelt ontkenning van de Armeense Genocide strafbaar.
- De Turkse schrijver Orhan Pamuk krijgt de Nobelprijs voor de Literatuur.
- Een record van 26 partijen zullen aan de Nederlandse Tweede Kamerverkiezingen van 22 november 2006 meedoen.

### 13 oktober
- Het Nederlands kabinet besluit voor de verbinding Schiphol – Amsterdam – Almere diverse rijkswegen (A1, A9 en A10) te verbreden; er komt geen tunnel (A6-A9) langs het Naardermeer.
- De Algemene Vergadering van de Verenigde Naties kiest Ban Ki-moon als de nieuwe secretaris-generaal; zijn vijfjarig ambtstermijn begint op 1 januari 2007.
- De Bengalees Muhammad Yunus krijgt de Nobelprijs voor de Vrede voor het ontwikkelen van microkredieten.
- CDA en PvdA verzetten zich tegen plannen om het spelletje Lingo van de televisie te halen.

### 14 oktober
- Vanwege de Noord-Koreaanse kernproef op 9 oktober kondigt de VN-Veiligheidsraad sancties tegen dat land af.

### 15 oktober
- De Amerikaanse staat Hawaï wordt getroffen door een aardbeving met een kracht van 6,6 op de schaal van Richter.
- De coalitiepartijen in Affligem besluiten dat de Vlaamse acteur Walter De Donder die de rol van 'meneer de burgemeester' in Samson en Gert speelt, vanaf 2011 burgemeester zal zijn.

### 16 oktober
- Mohammed el-Baradei, het hoofd van het Internationaal Atoomenergie Agentschap, waarschuwt dat twintig à dertig landen in een kort tijdsbestek atoomwapens kunnen maken.
- De tanker Otapan is teruggekeerd in de haven van Amsterdam omdat hij meer asbest bleek te bevatten dan gedacht en daardoor nergens mocht worden gesloopt.
- De canon van Nederland die een vijftigtal onderwijskundige onderwerpen uit de Nederlandse geschiedenis bevat, wordt gepresenteerd.
- Een bomaanslag in Sri Lanka kost aan ruim honderd personen het leven, de politie verdenkt de Tamil tijgers.
- België is verkozen om vanaf 1 januari 2007 twee jaar lang zitting te hebben in de VN-Veiligheidsraad.
- De Marconi Awards worden uitgereikt. CAZ! en 3FM zijn de grote winnaars.
- TPG Post heet voortaan TNT Post en verandert haar huiskleur van rood in oranje.

### 17 oktober
- In Rome botsen twee metro's tegen elkaar; een persoon komt daarbij om het leven, vele anderen raken gewond. Onder de passagiers bevinden zich ook zestig leerlingen van een school in Wassenaar die allen ongedeerd zijn.
- Vanaf vandaag hebben de Verenigde Staten 300 miljoen inwoners.
- Tegelijk met de uitgestelde beleidsverklaring presenteert de regering-Verhofstadt II een begroting met een overschot van 0,3%.

### 18 oktober
- De Dow Jones Index op de beurs van New York (Wall Street) overschrijdt voor het eerst in haar geschiedenis de grens van 12 000 punten.
- Onderzoekers in Doebna (Rusland) slagen erin het zwaarste scheikundig element, Ununoctium (Uuo, element 118 van het periodiek systeem), samen te stellen.

### 19 oktober
- Volgens metingen van de NASA heeft het ozongat boven Antarctica met 27,45 miljoen vierkante kilometer zijn grootste omvang tot nu toe bereikt.
- De Belgische luchthaven Zaventem heet voortaan Brussels Airport.

### 20 oktober
- De roman "Dubbelspel" van Frank Martinus Arion is speerpunt in de CPNB-campagne Nederland Leest.
- Het Brits-Nederlandse staalconcern Corus wordt voor een bedrag van 6,4 miljard euro overgenomen door de Indiase branchegenoot Tata Steel.
- Het OPEC-kartel besluit haar productie van aardolie met 1,2 miljoen vaten per dag te verlagen.
- De Iraanse president Ahmadinejad verklaart dat Israël geen bestaansrecht meer heeft en binnenkort zal ophouden te bestaan.
- Minister Verdonk vindt dat het dragen van een boerka in het openbaar zo veel mogelijk moet worden voorkomen.
- De Dow Jones Industrial Average sluit voor de eerste keer boven de 12 000 punten.

### 21 oktober
- Namens de Adviescommissie Water deelt kroonprins Willem-Alexander mee dat Nederland niet genoeg voorbereidingen zou hebben getroffen om overstromingen te voorkomen.
- De PS-burgemeesters van de Waalse steden Namen en Charleroi treden na een fraudeschandaal af.
- Het Zambiaans voetbalelftal wint de tiende editie van de COSAFA Cup door in de finale Angola met 2-0 te verslaan.

### 22 oktober
- In Israël zijn mogelijkerwijs door griepprikken mensen om het leven gekomen.
- De Soedanese regering beveelt de uitwijzing van speciaal VN-gezant Jan Pronk.
- IJsland hervat de walvisjacht en brengt voor het eerst in twintig jaar weer een grote walvis aan land.

### 23 oktober
- De herdenking van de Hongaarse opstand van vijftig jaar geleden ontaardt in grootschalige rellen in Boedapest.
- Wereldwijde navolging van de Belgische leefwijze met een Ecologische Voetafdruk van 5,6 hectare zou drie aardbollen vergen, aldus het Living Planet Report dat het Wereld Natuur Fonds vandaag publiceert.
- VN-gezant Jan Pronk verlaat 's avonds gedwongen Soedan vanwege zijn weblogberichten over de militaire positie van het Soedanese leger in Darfoer.
- Israël dient weer griepprikken toe omdat uit onderzoek is gebleken dat zij niet de oorzaak zijn van vier ingeënte en overleden ouderen.
- Volgens Verslaggevers Zonder Grenzen (VZG) is de persvrijheid in Finland, Ierland, IJsland en Nederland het grootst en in Noord-Korea het kleinst.
- Volgens berekeningen van Eurostat had België over 2005 een begrotingstekort van 2,3 procent in plaats van een overschot van 0,2 procent.
- Personeel van BBA houdt acties bij het hoofdkantoor van het Nederlandse vervoersbedrijf Connexxion nadat laatstgenoemde zich terugtrok uit een gewonnen concessie.
- Een Talibanleider deelt mee dat de Taliban terroristische aanslagen wil gaan plegen in Europa.
- Er wordt herdacht dat vijftig jaar geleden - in 1956 - de Hongaarse Opstand begon.

### 24 oktober
- De Europese Commissie uit grote bezorgdheid over het enorme alcoholgebruik van jongeren.

### 25 oktober
- Bijna een jaar na de brand in het cellencomplex van Schiphol erkent het Nederlandse kabinet dat de overheid tekort is geschoten en onderschrijft ze de conclusies van de Onderzoeksraad voor Veiligheid.
- Op Midden-Java stort een brug in waardoor vijf personen om het leven komen en vierentwintig anderen gewond raken.

### 26 oktober
- Niet eerder was het zo laat in het jaar zo warm. Op veel plaatsen in Nederland werd een temperatuur van meer dan twintig graden gemeten. De Bilt had met 22,1 graden de warmste dag van eind oktober (tijdvak 21-31 oktober) in zeker honderd jaar.
- De bouw van de 'Mexicaanse Muur' gaat van start. Er komt over een lengte van twaalfhonderd kilometer een omheining op de grens van Mexico en de Verenigde Staten.
- Het Europees Parlement besluit het vredesproces in Baskenland te ondersteunen, tegen de zin van de Spaanse partij Partido Popular in.
- In Nicaragua wordt een controversiële wet aangenomen die abortus in alle gevallen, inclusief in gevallen van verkrachting en wanneer het leven van de moeder in gevaar is, verbiedt. Tegenstanders van de wet beschuldigen voorstanders ervan misbruik te maken van het feit dat er over anderhalve week verkiezingen zijn, zodat politici in het katholieke Nicaragua niet hun kansen willen verkleinen door tegen de wet te stemmen.

### 27 oktober
- Het aantal gevallen van de dierziekte blauwtong bij schapen en runderen is de afgelopen week in Europa sterk toegenomen.

### 28 oktober
- De softwaredeskundige Alan Cox is van mening dat veel opensourcesoftware onveilig is en daardoor een prooi voor criminelen.

### 29 oktober
- In Nigeria stort een vliegtuig net na het opstijgen neer. Bij het ongeluk vallen 97 doden, onder wie enkele belangrijke politici.

### 30 oktober
- Oud-premier Silvio Berlusconi en zijn advocaat worden aangeklaagd wegens corruptie. Berlusconi wordt ervan beschuldigd de advocaat te hebben betaald voor valse getuigenissen.
- Minister Nicolaï keurt de Sdu-stemcomputers van Amsterdam en 34 andere gemeenten af.

### 31 oktober
- China neemt een wet aan waardoor alleen nog de hoogste rechters van het land een veroordeelde de doodstraf mogen opleggen.
- Bij gewelddadig politieoptreden tegen demonstranten in de Mexicaanse deelstaat Oaxaca is een dode gevallen. In de deelstaat heerst al sinds juni een opstand tegen gouverneur Ulises Ruiz Ortiz.

<< · januari · februari · maart · april · mei · juni · juli · augustus · september · oktober · november · december · >>